# Pelecorhynchus niger
Pelecorhynchus niger är en tvåvingeart som beskrevs av M. Josephine Mackerras och Fuller 1942. Pelecorhynchus niger ingår i släktet Pelecorhynchus och familjen Pelecorhynchidae. Inga underarter finns listade i Catalogue of Life.